# 関東綱五郎
関東綱五郎（かんとうつなごろう、1822年 - 1886年11月）は、日本の侠客である。村上元三の小説『次郎長三国志』に同名で登場、清水次郎長配下の「清水二十八人衆」に数えられる大瀬の半五郎（おおせのはんごろう）と同一人物であるとされる。本名は鈴木 綱五郎（すずき つなごろう）、出生名は鈴木 綱之助（すずき つなのすけ）。関東の綱五郎（かんとうのつなごろう）とも。

## 人物・来歴
1822年（文政5年）、武蔵国多摩郡上椚田村字落合（現在の東京都八王子市高尾町1915番地）に八王子千人同心を務める鈴木惣七の息子、つまり鈴木家の6代目・綱之助として生まれる。先祖は甲斐国にあったが、甲州征伐による1582年4月3日（天正10年3月11日）の武田氏滅亡に際して、同地に移住したとされる。甲州街道（現在の国道20号）に面して、その生家は立地した。
八王子市に残る綱五郎の墓碑銘によると、数え年19歳のときにあたる1840年（天保11年）に出奔し、上野国（現在の群馬県）を経て各地を遍歴し、駿河国清水湊（現在の静岡県静岡市清水区港町）に流れ着いたという。山本鉄眉（天田愚庵、1854年 - 1904年）が次郎長に聞き書きし、次郎長の生前に上梓した『東海遊侠伝』（1884年）には、第十二回『笠砥高市両党争威 荒神激闘二魁殞命』（笠砥の高市に両党威を争い荒神の激闘に二魁命を殞す）という章があり、綱五郎がかつて「半五郎」だったころ、江戸にいて遊郭に遊んでいたが、ある娼妓が綱五郎が粗野なのが嫌で雑に扱ったところ、綱五郎は拳銃を懐に入れて店に現れて娼妓を射殺、駿河国へと逃亡、やがて次郎長一家に入ったという略歴を伝えている。次郎長とは2歳しか年齢が変わらず、大政よりも10歳年長であった。
1866年5月22日（慶応2年4月8日）、伊勢国荒神山（現在の三重県鈴鹿市高塚町観音寺）で勃発した「荒神山の喧嘩」では、大政が率いる本隊に対する別働隊として、綱五郎は甲斐国八代郡上黒駒村の黒駒勝蔵（1832年 - 1871年）らを制圧するために隊を組んで甲斐・信濃へ転戦しており、この2隊が三河国幡豆郡寺津村（現在の愛知県西尾市寺津町）で合流し、吉良の仁吉を先頭に荒神山へ向かったという。荒神山では、黒駒勝蔵一家・穴太徳一家の連合軍と戦闘、仁吉を失ったものの、勝利を収めた。

明治維新後の1871年（明治4年）に行われた荒神山の手打式の終了直後に撮影された清水一家の集合写真には、「大瀬の半五郎」として写っている。この時点ですでに満49歳である。その後、間もなく清水一家を離れ、故郷に戻る。1872年12月21日（明治5年11月21日）、鈴木家の菩提寺である真言宗正名山大光寺（現在の八王子市初沢町）の庫裏が消失したため、1877年（明治10年）前後に家屋（約45坪、総欅造）を同寺に寄贈、同寺の庫裏として、2015年（平成27年）現在も使用されている。郷里の浅川村字落合では、多くの乾分を養って「任侠の士」として慕われたという。
1886年（明治19年）11月、神奈川県南多摩郡浅川村字落合（生地と同じ）で死去した。満64歳没。
『東海遊侠伝』は、綱五郎の亡くなる2年前である1884年（明治17年）、次郎長の生前に上梓されている。次郎長が死去したのは、綱五郎の没後7年を経た1893年（明治26年）6月12日、満73歳であった。綱五郎の墓所は落合山にあったが、のちに1977年（昭和52年）3月27日、妻セキ（1901年没）の菩提とともに大光寺境内に移された。同年7月13日、旧来の墓所に綱五郎の実孫である持田ツネ、その夫である持田治郎（1901年 - 1984年）、鈴木家8代目に当たる鈴木幸雄の連名で「関東綱五郎墓之跡」の石碑が建立された。持田治郎は、1960年（昭和35年）7月、社会運動家・講談師の大谷竹雄（1911年 - 1997年）の著書『関東綱五郎の生涯』を小島政二郎の監修を受けて、出版した。

## 大瀬半五郎別人説
次郎長の生前に上梓された『東海遊侠伝』に「綱五郎、武州の産、初め半五郎と称す」とあり、関東綱五郎は大瀬半五郎であるとみなされているが、藤田五郎によれば、埼玉県八潮市伊勢野の伊勢野天満宮の敷地にある光明寺跡墓地に「侠客大瀬半五郎之墓」があるという。これは、1970年（昭和45年）4月、初代八潮村長であり埼玉県議会議員であった恩田理三郎（1904年 - 1991年）が建立したものである。藤田によれば、「大瀬半五郎」は通称であり本名は大作 半五郎（おおさく はんごろう）といい、縁故者の大作信喜がその墓の荒廃を嘆いており、私財を投じて再建されたものであるという。半五郎の略歴については峯岸光太郎が調査した記録を墓所のある真言宗豊山派光明寺に収めたが、同寺は墓所再建後、1981年（昭和56年）3月末日までのある時期に廃された。同寺跡の近辺に「大瀬」（おおぜ）という地名が残っている。
別人ではなく同一人物であるとするものの、出身を前述の墓所のある地域にする例もある。佃實夫は「大瀬綱五郎は、もとの名を半五郎といい、のち関東綱五郎」と書いているが、その出身地を武蔵国埼玉郡伊勢野村（現在の埼玉県八潮市伊勢野）とする。佃は「隣村大瀬の博徒を斬ったので、人呼んで大瀬の半五郎」と由来を書く。『次郎長三国志』の村上元三は、三代目神田伯山の創作による講談を評して「大瀬の半五郎の件りなど、うまく出来ているが、次郎長の乾分の中には大瀬の半五郎というのはいない。関東綱五郎という乾分がそのモデル」と断定している。小説『関東綱五郎』（1926年）を書いた長谷川伸は「関東綱五郎」を仮名、「大咲 半五郎」（おおさく はんごろう）を本名とし、1881年（明治14年）に伊勢野で病死したとする。長谷川は享年36としており、1846年（弘化3年）生まれとみていることになる。『架空人名辞典 日本編』は、実在するとされている吉良の仁吉、森の石松も掲載しているが、「大瀬半五郎」の項目もあり、別名を「関東綱五郎」として同一視しているが、「江戸神田淡路町の人、鉄砲鍛冶の息子」と記載している。

## フィクションの人物像

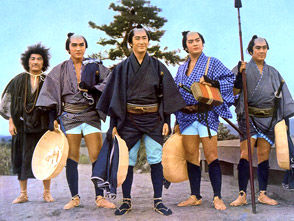
『次郎長三国志』（1963年）のスチル写真、左から2番目が松方弘樹の演じる関東綱五郎。

史実において関東綱五郎あるいは大瀬半五郎が「清水二十八人衆」であった時代は、正確には伝えられていないが、1864年以前のある時期から1871年までの時期であったことは明らかである。そもそも「清水二十八人衆」には架空の人物も数えられており、講談師の三代目神田伯山（1872年 - 1932年）の創作であるとされる。三代目伯山の挙げる「清水二十八人衆」での綱五郎は「大瀬の半五郎」と表記され、村上元三の小説『次郎長三国志』では「関東綱五郎」と表記される。『架空人名辞典 日本編』では、「大瀬半五郎」を別名「関東綱五郎」、清水次郎長を親分、大政、小政、森の石松、吉良の仁吉を仲間、黒駒の勝蔵を敵と定義している。「次郎長がまだ駆け出しだった頃、二人目の子分として盃をもらった」とする。同書では「大瀬」を姓であるとする。
マキノ雅弘の代表作とされる映画『次郎長三国志』（東宝、1952年 - 1954年）、『次郎長三国志』（東映、1963年 - 1965年）の2つのシリーズでは、それぞれ森健二、松方弘樹（第4作のみ曽根晴美）が演じている。映画『次郎長三国志』は、村上元三の同名の小説を原作にしており、第1章『桶屋の鬼吉』に始まり、『東海遊侠伝』を書いた天田愚庵（1854年 - 1904年）を描く第22章『天田五郞』、講談『名も高き富士の山本』を創作した三代目神田伯山を描く第23章『神田伯山』で終わる、全23章で構成される同作において、綱五郎を描く『關東綱五郞』は鬼吉に次ぐ第2章に当たる。東宝版・東映版ともに第1作から登場し、桶屋の鬼吉（1813年 - 1887年）に次いで、次郎長第二の乾分になる設定である。
「酒飲みねえ、すし食いねえ、江戸っ子だってね」「神田の生まれよ」で知られる二代目広沢虎造の浪曲『石松三十石船道中』の原型は、三代目神田伯山の創作である。江戸っ子が石松に対し、清水一家で一番強いのは「大政、小政、大瀬半五郎、増川仙右衛門、法印大五郎、追分三五郎…」と挙げていくなかで、綱五郎は「大瀬半五郎」として、大政・小政に次いで3番目に登場、「三番目は千住草加の在の村役人の倅、大瀬半五郎だね」と語られる。16人挙げたところで、大瀬の次に石松を失念していたことを忘れていたことを思い出す、という筋である。このくだりのあった時期は、設定では「文久2年の3月半ば」、つまりグレゴリオ暦では1862年4月13日前後に当たり、史実においては、綱五郎は40歳前後の時期であるが、石松は2年前にすでに死んでいる時期である。「千住草加の在」という表現がされているが、千住宿、草加宿はそれぞれ、日光街道および奥州街道の第一、第二の宿場であり、同一の地域ではない。二代目虎造の浪曲『清水次郎長伝 大瀬半五郎』で知られる。

## フィルモグラフィ
「関東綱五郎」あるいは「大瀬半五郎」が登場するおもな劇場用映画・テレビ映画の一覧である。公開日の右側には、「綱五郎（次郎長）」の形式で綱五郎を演じた俳優名とともに、次郎長を演じた俳優も記し、綱五郎・半五郎が重複して登場する作品はその順で記した。東京国立近代美術館フィルムセンター（NFC）、デジタル・ミーム等での所蔵状況も記した。
- 『次郎長外伝 大瀬半五郎』 : 監督賀古残夢、原作神田伯山、脚本食満南北、製作松竹下加茂撮影所、配給松竹キネマ、1924年6月30日公開 - 澤村四郎五郎（不明）
- 『荒神山の血煙』 : 監督・原作・脚本沼田紅緑、製作東亜キネマ等持院撮影所、配給東亜キネマ、1925年2月6日公開 - 太田黒黄吉（市川芳三郎）
- 『関東綱五郎 前篇』 : 監督・脚本森本登良夫、原作長谷川伸、製作帝国キネマ芦屋撮影所、配給帝国キネマ演芸、1926年9月15日公開 - 市川百々之助（片岡童十郎）
- 『関東綱五郎 後篇』 : 監督・脚本森本登良夫、原作長谷川伸、製作帝国キネマ芦屋撮影所、配給帝国キネマ演芸、1926年9月23日公開 - 市川百々之助（片岡童十郎）
- 『大瀬半五郎』 : 監督星哲郎、脚本藤原忠、製作衣笠映画聯盟・松竹下加茂撮影所、配給松竹キネマ、1928年4月28日公開 - 林長二郎（不明）
- 『清水次郎長 第一篇 義侠篇』 : 監督辻吉郎、原作・脚本仏生寺弥作、製作日活大将軍撮影所、配給日活、1928年9月14日公開 - 瀬川銀潮（河部五郎）
- 『清水次郎長 第二篇 血苦笑篇』 : 監督辻吉郎、原作・脚本仏生寺弥作、製作日活大将軍撮影所、配給日活、1928年10月19日公開 - 瀬川銀潮（河部五郎）
- 『清水次郎長 第三篇 髑髏篇』 : 監督辻吉郎、原作・脚本仏生寺弥作、製作日活大将軍撮影所、配給日活、1928年11月16日公開 - 瀬川銀潮（河部五郎）
- 『血煙荒神山』 : 監督辻吉郎、脚本松本常夫、製作日活太秦撮影所、配給日活、1929年7月13日公開 - 瀬川銀潮（大河内伝次郎）、10分の上映用プリントをNFCが所蔵

- 『大瀬の半五郎』 : 監督・脚本石山稔、製作・配給河合映画製作社、1930年10月10日公開 - 松本栄三郎（不明）
- 『次郎長裸道中記』 : 監督益田晴夫、原作村松梢風、脚本小林秀人、製作日活太秦撮影所、配給日活、1930年12月4日公開 - 阪本清之助（葛木香一）
- 『関東綱五郎』 : 監督・脚本星哲六、原作長谷川伸、製作松竹下加茂撮影所、配給松竹キネマ、1932年2月27日公開 - 尾上栄五郎（不明）
- 『東海の顔役』 : 監督中川信夫、原作・脚本陣出達朗、製作市川右太衛門プロダクション、配給松竹キネマ、1935年2月28日公開 - 伊波栄之助（市川右太衛門）
- 『嫁取り裸道中』 : 監督益田晴夫、原作小諸遊、脚本島影一美郎、製作新興キネマ京都撮影所、配給新興キネマ、1935年8月22日公開 - 春路謙作（志村喬）
- 『追分三五郎』 : 監督辻吉郎、原作・脚本小磯夏男、製作日活・太秦発声映画、配給日活、1935年10月16日公開 - 高崎健太郎（市川小文治）
- 『森の石松』 : 監督・原作・脚本山中貞雄、製作日活京都撮影所、配給日活、1937年3月19日公開 - 磯川勝彦（鳥羽陽之助）
- 『富士川の血煙』 : 監督押本七之輔、脚本原健一郎、製作新興キネマ京都撮影所、配給新興キネマ、1939年1月7日公開 - 南部章三（羅門光三郎）

- 『乱れ星荒神山』 : 監督萩原遼、原作村松梢風、脚本村松道平、製作東横映画、配給東京映画配給、1950年11月23日公開 - 上代勇吉（月形龍之介）、77分の上映用プリントをNFCが所蔵
- 『次郎長三国志 次郎長売出す』（次郎長三国志シリーズ第一部） : 監督マキノ雅弘、原作村上元三、脚本村上元三・松浦健郎、製作・配給東宝、1952年12月4日公開 - 森健二（小堀明男）、82分の上映用プリントをNFCが所蔵
- 『次郎長三国志 次郎長初旅』（次郎長三国志シリーズ第二部） : 監督マキノ雅弘、原作村上元三、脚本村上元三・松浦健郎、製作・配給東宝、1953年1月9日公開 - 森健二（小堀明男）、83分の上映用プリントをNFCが所蔵
- 『次郎長三国志 第三部 次郎長と石松』 : 監督マキノ雅弘、原作村上元三、構成小国英雄、脚本松浦健郎、製作・配給東宝、1953年6月3日公開 - 森健二（小堀明男）、88分の上映用プリントをNFCが所蔵
- 『次郎長三国志 第四部 勢揃い清水港』 : 監督マキノ雅弘、原作村上元三、構成小国英雄、脚本松浦健郎、製作・配給東宝、1953年6月23日公開 - 森健二（小堀明男）、79分の上映用プリントをNFCが所蔵
- 『次郎長三国志 第五部 殴込み甲州路』 : 監督マキノ雅弘、原作村上元三、構成小国英雄、脚本松浦健郎、製作・配給東宝、1953年11月3日公開 - 森健二（小堀明男）、77分の上映用プリントをNFCが所蔵
- 『次郎長三国志 第六部 旅がらす次郎長一家』 : 監督マキノ雅弘、原作村上元三、構成小国英雄、脚本松浦健郎、製作・配給東宝、1953年12月15日公開 - 森健二（小堀明男）、104分の上映用プリントをNFCが所蔵
- 『次郎長三国志 第七部 初祝い清水港』 : 監督マキノ雅弘、原作村上元三、構成小国英雄、脚本松浦健郎、製作・配給東宝、1954年1月3日公開 - 森健二（小堀明男）、89分の上映用プリントをNFCが所蔵
- 『殴り込み二十八人衆』 : 監督萩原遼、脚本高岩肇・村松道平・笠原良三、製作東映京都撮影所、配給東映、1954年2月10日公開 - 大友柳太朗（月形龍之介）
- 『次郎長三国志 第八部 海道一の暴れん坊』 : 監督マキノ雅弘、原作村上元三、脚本小川信昭・沖原俊哉、製作・配給東宝、1954年6月8日公開 - 森健二（小堀明男）、103分の上映用プリントをNFCが所蔵
- 『次郎長三国志 第九部 荒神山』 : 監督マキノ雅弘、原作村上元三、脚本橋本忍、製作・配給東宝、1954年7月14日公開 - 森健二（小堀明男）、82分の上映用プリントをNFCが所蔵
- 『清水の三ン下奴』 : 監督冬島泰三、原案山田信一、脚本中川明徳・小川三郎、製作日新プロダクション、配給新東宝、1955年8月1日公開 - 小森敏（月形龍之介）、80分の上映用プリントをNFCが所蔵
- 『花の二十八人衆』 : 監督斎藤寅次郎、脚本賀集院太郎、製作大映京都撮影所、配給大映、1955年8月9日公開 - 千葉登四男（市川小太夫）
- 『任侠清水港』 : 監督松田定次、脚本比佐芳武、製作東映京都撮影所、配給東映、1957年1月3日公開 - 沢田清（片岡千恵蔵）
- 『二十九人の喧嘩状』 : 監督安田公義、脚本八尋不二、製作大映京都撮影所、配給大映、1957年6月4日公開（映倫番号 10151） - 天野一郎（黒川弥太郎）
- 『次郎長外伝 石松と追分三五郎』 : 監督倉橋良介、脚本本山大生・浜川博美、製作松竹京都撮影所、配給松竹、1957年10月23日公開（映倫番号 10318） - 天野刄一・片岡市女蔵（近衛十四郎）
- 『次郎長意外伝 大暴れ次郎長一家』 : 監督日高繁明、原案正岡容、脚本小野田勇・キノトール、製作・配給東宝、1957年12月22日公開（映倫番号 10439） - 森健二・中山豊（小堀明男）
- 『任侠東海道』 : 監督松田定次、脚本比佐芳武、製作東映京都撮影所、配給東映、1958年1月3日公開（映倫番号 10409） - 東千代之介（片岡千恵蔵）、105分の上映用プリントをNFCが所蔵
- 『清水港の名物男 遠州森の石松』 : 監督マキノ雅弘、原作村上元三、脚本観世光太、製作東映京都撮影所、配給東映、1958年6月29日公開（映倫番号 10715） - 星十郎（加賀邦男）、98分の上映用プリントをNFCが所蔵
- 『喧嘩笠』 : 監督マキノ雅弘、原作村上元三、脚本結束信二、製作東映京都撮影所、配給東映、1958年12月27日公開（映倫番号 11001） - 立松晃（大友柳太朗）
- 『次郎長富士』 : 監督森一生、脚本八尋不二、製作大映京都撮影所、配給大映、1959年6月2日公開（映倫番号 11191） - 品川隆二（長谷川一夫）、104分の上映用プリントをNFCが所蔵・105分の16mmフィルム版上映用プリントをデジタルミームが所蔵

- 『続次郎長富士』 : 監督森一生、脚本八尋不二、製作大映京都撮影所、配給大映、1960年6月1日公開（映倫番号 12027） - 舟木洋一（長谷川一夫）
- 『清水港に来た男』 : 監督マキノ雅弘、脚本小国英雄、製作東映京都撮影所、配給東映、1960年7月31日公開（映倫番号 11989） - 月形哲之介（大河内傳次郎）、91分の上映用プリントをNFCが所蔵
- 『東海一の若親分』 : 監督マキノ雅弘、脚本マキノ雅弘・小野竜之助、製作東映京都撮影所、配給東映、1961年6月21日（映倫番号 12328） - 渥美清（中村錦之助）、93分の上映用プリントをNFCが所蔵
- 『若き日の次郎長 東海道のつむじ風』 : 監督マキノ雅弘、脚本小野竜之助、製作東映京都撮影所、配給東映、1962年1月3日公開（映倫番号 12635） - 渥美清（中村錦之助）、89分の上映用プリントをNFCが所蔵
- 『次郎長三国志』 : 監督マキノ雅弘、原作村上元三、脚本マキノ雅弘・山内鉄也、製作東映京都撮影所、配給東映、1963年10月20日公開（映倫番号 13343） - 松方弘樹（鶴田浩二）
- 『続 次郎長三国志』 : 監督マキノ雅弘、原作村上元三、脚本マキノ雅弘・山内鉄也、製作東映京都撮影所、配給東映、1963年11月10日公開（映倫番号 13344） - 松方弘樹（鶴田浩二）、90分の上映用プリントをNFCが所蔵
- 『次郎長三国志 第三部』 : 監督マキノ雅弘、原作村上元三、脚本マキノ雅弘・山内鉄也、製作東映京都撮影所、配給東映、1964年2月8日公開（映倫番号 13476） - 松方弘樹（鶴田浩二）、94分の上映用プリントをNFCが所蔵
- 『次郎長三国志 甲州路殴り込み』 : 監督マキノ雅弘、原作村上元三、脚本マキノ雅弘・山内鉄也、製作東映京都撮影所、配給東映、1965年8月25日公開（映倫番号 14073） - 曽根晴美（鶴田浩二）、90分の上映用プリントをNFCが所蔵
- 『クレージーの無責任清水港』 : 監督坪島孝、脚本小国英雄、製作東宝・渡辺プロダクション、配給東宝、1966年1月3日公開（映倫番号 14274） - 関田裕・土屋嘉男（ハナ肇）
- 『次郎長三国志』 : 原作村上元三、1968年4月7日 - 同年9月29日放映（連続テレビ映画・全26回） - 入川保則（中野誠也）

- 『クレージーの殴り込み清水港』 : 監督坪島孝、脚本田波靖男、製作東宝・渡辺プロダクション、配給東宝、1970年1月15日公開（映倫番号 116149） - 鈴木和夫（ハナ肇）
- 『清水次郎長』 : 1971年5月8日 - 1972年4月29日放映（連続テレビ映画・全52回） - 里見浩太朗（竹脇無我）
- 『次郎長三国志』 : 原作村上元三、1974年4月9日 - 同年9月24日放映（連続テレビ映画・全23回） - 有川博（鶴田浩二）
- 『マチャアキの森の石松』 : 監督マキノ雅弘、1975年10月12日 - 1976年4月4日放映（連続テレビ映画・全26回） - 山本紀彦（浜畑賢吉）
- 『清水次郎長 勢揃い清水港』 : 監督山内鉄也、1981年10月9日放映（テレビ映画・時代劇スペシャル） - 関口宏（西郷輝彦）
- 『清水次郎長 風雪流れ旅』 : 監督松尾正武、1982年1月15日放映（テレビ映画・時代劇スペシャル） - 関口宏（西郷輝彦）
- 『清水次郎長 男の涙石松の最后』 : 監督山内鉄也、1982年5月7日放映（テレビ映画・時代劇スペシャル） - 関口宏（西郷輝彦）
- 『清水次郎長 筑波おろし義侠の仇討』 : 監督山内鉄也、1983年2月11日放映（テレビ映画・時代劇スペシャル） - 不明（西郷輝彦）
- 『次郎長三国志東海道の暴れん坊』 : 監督松尾昭典、原作村上元三、1988年1月3日放映（テレビ映画・新春時代劇スペシャル） - 京本政樹（高橋英樹）
- 『次郎長三国志』 : 監督田中徳三・原田雄一・杉村六郎・高瀬昌弘、原作村上元三、1991年1月2日放映（テレビ映画・新春ワイド時代劇） - 宅麻伸（高橋英樹）
- 『次郎長三国志 勢揃い二十八人衆喧嘩旅!』 : 監督松尾昭典、原作村上元三、1998年1月3日放映（テレビ映画・新春ワイド時代劇） - 山下規介（北大路欣也）
- 『次郎長三国志』 : 監督吉田啓一郎・原田雄一、原作村上元三、2000年1月2日放映（テレビ映画・新春ワイド時代劇） - 岸本祐二（杉良太郎）
- 『次郎長背負い富士』 : 2006年6月1日 - 同年8月31日放送（テレビドラマ・木曜時代劇・全10回） - 鈴木ゆうじ・小谷公一郎（中村雅俊）
- 『次郎長三国志』 : 監督マキノ雅彦、原作村上元三、脚本大森寿美男、製作「次郎長三国志」製作委員会、配給角川映画、2008年9月20日公開（映倫番号 118080） - 山中聡（中井貴一）
- 『ジロチョー 清水の次郎長維新伝』 : 監督グ・スーヨン、2010年1月13日放映（テレビ映画） - 袴田吉彦（中村雅俊）